# سیسیل گادفری رالینگ
سیسیل گادفری رالینگ (انگلیسی: Cecil Rawling؛ فوریه ۱۸۷۰ – ۲۸ اکتبر ۱۹۱۷) فرد نظامی اهل پادشاهی متحد بریتانیای کبیر و ایرلند بود.